# Бобылёвские Выселки
Бобылёвские Выселки — деревня Краснослободского района Республики Мордовия Российской Федерации. Входит в состав Старогоряшинского сельского поселения. 

## География
Находится у северо-западной окраины районного центра города Краснослободск.

## История
Известна с 1869 года, когда упоминались два населенных пункта Краснослободского уезда: Бобыльская Слобода и Бобыльский Выселок, позже они слились в одну деревню.

## Население
| 2002 | 2010 |
| ---- | ---- |
| 230  | ↗311 |

Постоянное население составляло 230 человек (русские 91%) в 2002 году, 311 в 2010 году .